# 音乐分析
音乐分析（英語：music analysis）就是对已有的音乐作品从各个角度进行分析，其中最主要的分析内容包括和声分析和曲式分析。
音乐作品分析的基本任务就是研究作品的内容如何通过具体的手段和形式揭示出来。我们知道一首音乐作品是由若干音乐要素有机地相互配合而形成的。因此，弄清音乐基本要素在音乐形成中的作用是十分必要的，它将有助于我们对音乐作品从整体结构到局部结构各不相同的层面更深入地加以分析和理解。这是作品分析首先要掌握的常识。
美国音乐理论家罗伊格-弗朗科利认为“我们努力去寻找的并不是作曲家头脑中想了什么，或者这首作品是怎样的（这些是无论如何也无法得出的），而是通过我们对乐谱的分析和研究并在此基础上去解释作曲家做了什么。”事实上很多时候作曲家在创作的时候并没有去有意的思考他所运用的音乐理论知识或是作曲技法，因为这些技巧早已被他所内化，成为了他的写作风格的一部分，而音乐分析者的任务就是要将这部分作曲家潜意识的内容一并挖掘出来，因为分析者是无法判断哪部分作曲技法是作曲家有意而为，哪部分是作曲家潜意识里的流露出来的。